# 周榮 (河南布政使)
周榮，字國華，山東蓬萊人。明朝官員。
周榮最初是靈璧縣丞，隨後因連坐下獄，耆老群赴呼喊請求。隨後皇帝知道，賜鈔八十錠，綺羅衣各一襲。之後升爲靈璧知縣、河南府知府、河南布政使。